# Lech Kunka

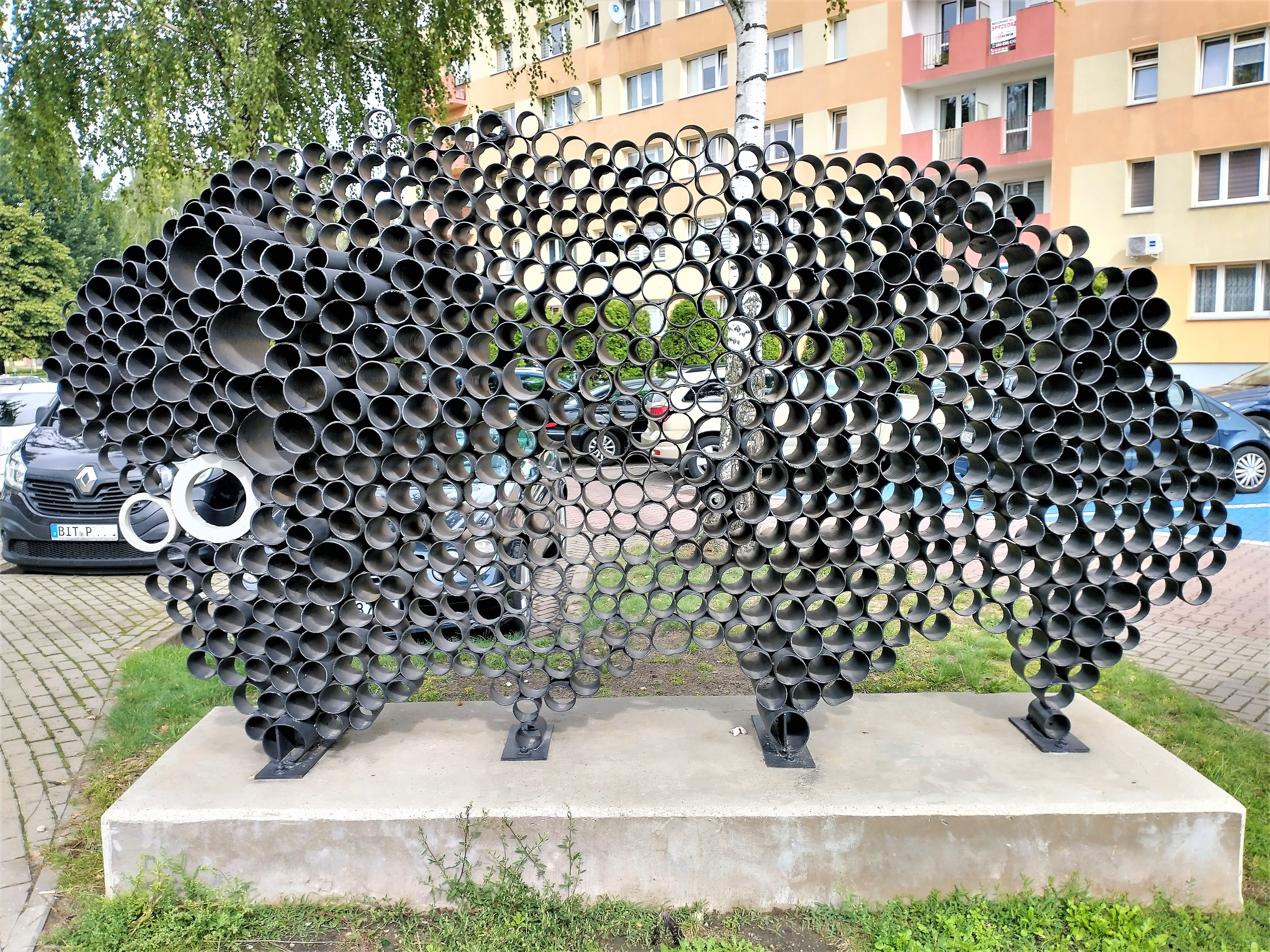
Lech Kunka, forma zwana przez mieszkańców Elbląga „Żubrem”.

Lech Kunka, ur. jako Leszek Kunka (ur. 1 stycznia 1920 w Pabianicach, zm. 15 października 1978 w Łodzi) – polski malarz unistyczny oraz profesor na Państwowej Wyższej Szkoły Sztuk Plastycznych w Łodzi.
Jeden z przedstawicieli grupy łódzkich awangardzistów należących do tzw. „kręgu Strzemińskiego” (m.in. obok Antoniego Starczewskiego, Stanisława Fijałkowskiego i Stefana Krygiera), czyli osób skupionych wokół myśli malarza i wykładowcy Władysława Strzemińskiego.

## Życie i twórczość
Urodził się jako syn Piotra Kunki i Marii z domu Rzepkowskiej. Przed wojną uczęszczał do prywatnej Szkoły Sztuk Pięknych im. C. Norwida w Łodzi (prowadzonej przez W. Dobrowolskiego).

### Lata 40.
16 czerwca 1945 artysta został przyjęty do Związku Zawodowego Polskich Artystów Plastyków w Łodzi jako członek nadzwyczajny, co zapewniły mu jego prace malarskie. Dzięki temu brał udział w pierwszej powojennej wystawie ZZPAP, która odbyła się na przełomie sierpnia i września 1945 w Miejskiej Galerii Sztuk Plastycznych w Parku im. H. Sienkiewicza, u boku m.in. Władysława Strzemińskiego, Bolesława Hochlingera, Romana Modzelewskiego, Aleksandra Kromera, Teresy Tyszkiewiczowej, Stefana Wegnera, Jerzego Krawczyka, Bolesława Utkina i Tadeusza Sprusiaka.
W 1949, będąc już na ostatnim roku studiów, Kunka otrzymał stypendium od rządu francuskiego na kontynuowanie nauki z dziedziny malarstwa i włókiennictwa w Paryżu. Z tego pierwszego pobierał nauki w Académie Moderne Fernanda Légera, w której korekt udzielała przede wszystkim żona francuskiego malarza – Nadia Léger. Pod koniec nauki wręczyła młodemu artyście plakat autorstwa swojego męża zadedykowany Strzemińskiemu. Natomiast z dziedziny gobelinu artysta pobierał nauki u Marca SaintSaëns i Jeana Lurçata. We Francji studiował przez rok, miał więc okazję poznać zbiory francuskich muzeów i galerii, w tym twórczość kubistów, w szczególności Pabla Picassa.

### Lata 50.
Po powrocie do kraju w 1950, Kunka kontynuował naukę w łódzkiej Państwowej Wyższej Szkole Sztuk Plastycznych. W owym czasie Strzemiński kierował już Zakładem Plastyki Przestrzennej, w której prowadził wykłady z historii sztuki i zasad kompozycji, poszerzone o zajęcia z projektowania wnętrz, mebli, zagadnień barwy i światła oraz grafiki i projektowania przestrzennego. Wykładowca miał duży wpływ na młodego artystę, czego przykładem pozostają m.in. prace Odbicia w wodzie. Tym samym Kunka pozostawał również pod znacznym wpływem twórczości Légera, którego założenia przekładał jednak na własny język malarski. Silny kontur, skłonność do monumentalizacji i dekoracyjności znalazły swoje odbicie w takich kompozycjach, jak: Akt (1949), Chłop z kurą (1951), Tancerki (1954), Fernand Léger (1955), Celestyna (1956) czy Kabaret paryski (1958).
Artysta studia ukończył 19 czerwca 1951 dyplomem z tkaniny na Wydziale Włókienniczym PWSSP w Łodzi. Jednak już od 1 września 1949 pełnił na uczelni funkcję starszego asystenta na Wydziale Wzornictwa Włókienniczego w Zakładzie wzornictwa drukarskiego i projektowania tkaniny drukowanej u prof. Marii Obrębskiej-Stieber oraz u adiunkt Teresy Tyszkiewiczowej na kierunku projektowania tkaniny drukowanej i ręcznego malowania. 1 września 1954 został zastępcą profesora, ucząc projektowania wstępnego oraz projektowania druku dekoracyjnego, warsztatów i podstaw kompozycji plastycznej, w grudniu 1957 mianowany został docentem. Od 1 października 1953 do końca sierpnia 1956 był prodziekanem Wydziału Włókienniczego. Po reorganizacji uczelni, 1 września 1956 roku, został kierownikiem Studium Druku Dekoracyjnego, wykładając projektowanie wstępne architektoniczne oraz projektowanie druku dekoracyjnego i podstawy kompozycji. Od września 1963 pełnił funkcję prorektora, a od września 1966 dziekana Wydziału Tkaniny. W następnym roku został dziekanem Wydziału Ubioru, na którym prowadził pracownię malarstwa i rysunku.
Artysta był współzałożycielem grupy artystycznej ST-53, do której należał, razem ze Stefanem Krygierem, od 1953. Członkami grupy byli również m.in. Krystyna Broll-Jarecka, Hilary Krzysztofiak, Andrzej Wydrzyński czy Konrad Swinarski. W ramach grupy artysta uczestniczył w czterech wernisażach. Był również członkiem grupy Piąte Koło oraz uczestniczył w spotkaniach Związku Literatów Polskich organizowanych przez grupę Nowa Linia.
W latach 1956–1957 doszło w twórczości artysty do istotnego przełomu. Wówczas rozpowszechniła się w Polsce koncepcja strukturalizmu o charakterze organicznym, z którą Kunka był już związany do końca swojego życia. Artysta jednak nie tworzył dzieł według czystego „europejskiego” strukturalizmu. Istotnym źródłem inspiracji była również konstruktywistyczna teoria Strzemińskiego, dotycząca warstwy formalnej (minimalizacja środków wyrazu) oraz połączenia sztuki z pracą intelektu. Kunka przywiązywał szczególną uwagę na relację zachodzącą między sztuką a nauką. Zainteresował się mikroskopowym obrazem wycinków słojów drewna, przekrojów łodyg, skupisk bakterii, struktur piasku bądź metalu, które niekiedy odgrywały rolę motywu dekoracyjnego lub wzoru do naturalistycznego odtworzenia. Wszystkim tym dziełom artysta nadawał tytuły „Kompozycji”. Spośród bardziej istotnych można wymienić m.in. Kompozycję na temat Hiroszimy (1958) czy Kompozycję A1 (1959), stanowiącą mikroskopową obserwacją żywych tkanek materii organicznej.

### Lata 60. i 70.
W latach 60. artysta zajął się tworzeniem monochromatycznych, przeważnie brunatnych kompozycyjnie reliefów, z których szczególnie wyróżniają się Portret faszysty (1965) czy Wybuch nad ziemią (1969).
Pod koniec lat 60. kompozycje Kunki zaczęły nabierać kolorów poprzez stosowanie mocnych kontrastów barwnych. Struktury wzbogacały się również o przedmioty codziennego użytku, m.in. piłeczki pingpongowe, korki z tworzywa sztucznego, ebonitowe pokrywki od słoików, doprowadzając do powstawania oryginalnych form kolaży i asamblaży. Jednak już w latach 70., czyli u schyłku twórczości, artysta powrócił do monochromatycznych, zdyscyplinowanych struktur. Przykładem są prace: Układ LLO (1974), Układ WYX (1975), Układ XY1 (1978). W 1965 uczestniczył I Biennale Form Przestrzennych w Elblągu, gdzie zrealizował formę stojącą do dzisiaj w przestrzeni miejskiej.
Kunka był również autorem form użytkowych, jak m.in.: malarstwo ścienne w Bibliotece Uniwersyteckiej w Łodzi (1961), w kawiarniach w Pajęcznie oraz Karsznicach (1966) czy żelaznej kurtyny dla Teatru Wielkiego w Łodzi (1970). Tworzył także scenografie do takich filmów, jak: Milcząca Gwiazda, O dwóch takich, co ukradli księżyc, Tadek Niejadek oraz do spektakli Komedia Omyłek i Aspazja.
Został pochowany na cmentarzu komunalnym w Pabianicach (sektor: 5A, rząd: 4, nr grobu: 8).